# Tunnel Hirschhagen
Der Tunnel Hirschhagen ist ein Straßentunnel der Bundesautobahn 44 in Nordhessen. Er ist nach dem Rennsteigtunnel der zweitlängste Autobahntunnel Deutschlands und verbindet die Anschlussstellen Hessisch-Lichtenau-West und Helsa-Ost. Auf seinen 4204 m unterquert er den Rohrberg auf dem Gebiet der Gemeinde Helsa im Landkreis Kassel und der Stadt Hessisch Lichtenau im Werra-Meißner-Kreis. Benannt wurde der Tunnel nach dem nördlich von ihm liegenden Hessisch-Lichtenauer Ortsteil Hirschhagen. Seine Südweströhre ist 4204 m und seine Nordoströhre 4147 m lang.
Als Bauzeitraum wurde anfangs Frühjahr 2013 bis 2018 genannt; später wurde davon ausgegangen, dass der Tunnel am 31. Dezember 2020 fertig gestellt werden sollte, diese verschob sich in den Juni 2022. Die Freigabe für den Straßenverkehr erfolgte schließlich am 7. Oktober 2022. Mit der Eröffnung löste er den osthessischen Tunnel Neuhof (1610 m; A 66) als längsten Autobahntunnel Hessens ab.

## Geographische Lage
Der Tunnel Hirschhagen liegt innerhalb des Fulda-Werra-Berglandes im Naturraum Kaufunger Wald (mit Söhre) – zwischen Helsa und Hessisch Lichtenau.
Sein Nordwestportal liegt auf Helsaer Gebiet nahe dem Ortsteil Eschenstruth südlich der Autobahnanschlussstelle Helsa-Ost in der Südsüdostflanke des 527,8 m ü. NHN hohen Bielstein. Anfangs unterquert der Tunnel das östlich von Eschenstruth auf 301,5 m Höhe gelegene Lossetal (nahe dortigem Sportplatz) mit der Bundesstraße 7, der Lossetalbahn, der Straße Eschenstruth–Waldhof und der Losse.
Danach verläuft der Tunnel auf Hessisch Lichtenauer Gebiet zwischen Hirschhagen im Nordosten und Fürstenhagen im Südwesten in der bewaldeten Südwest- und Südflanke des 535,6 m hohen Rohrbergs. Dabei unterquert er die zwischen den Ortschaften verlaufende Hirschhagener Straße und führt zu seinem zwischen Hessisch Lichtenau im Süden und dessen abseitiger Ortslage Föhren im Nordosten gelegenen Südostportal.
Daran anschließend verläuft die durch den Tunnel führende Autobahn zwischen Fürstenhagen und Föhren über die Steinbachtalbrücke, woran sich die Anschlussstelle Hessisch Lichtenau-West anschließt.

## Baubeschreibung, -geschichte, -kosten

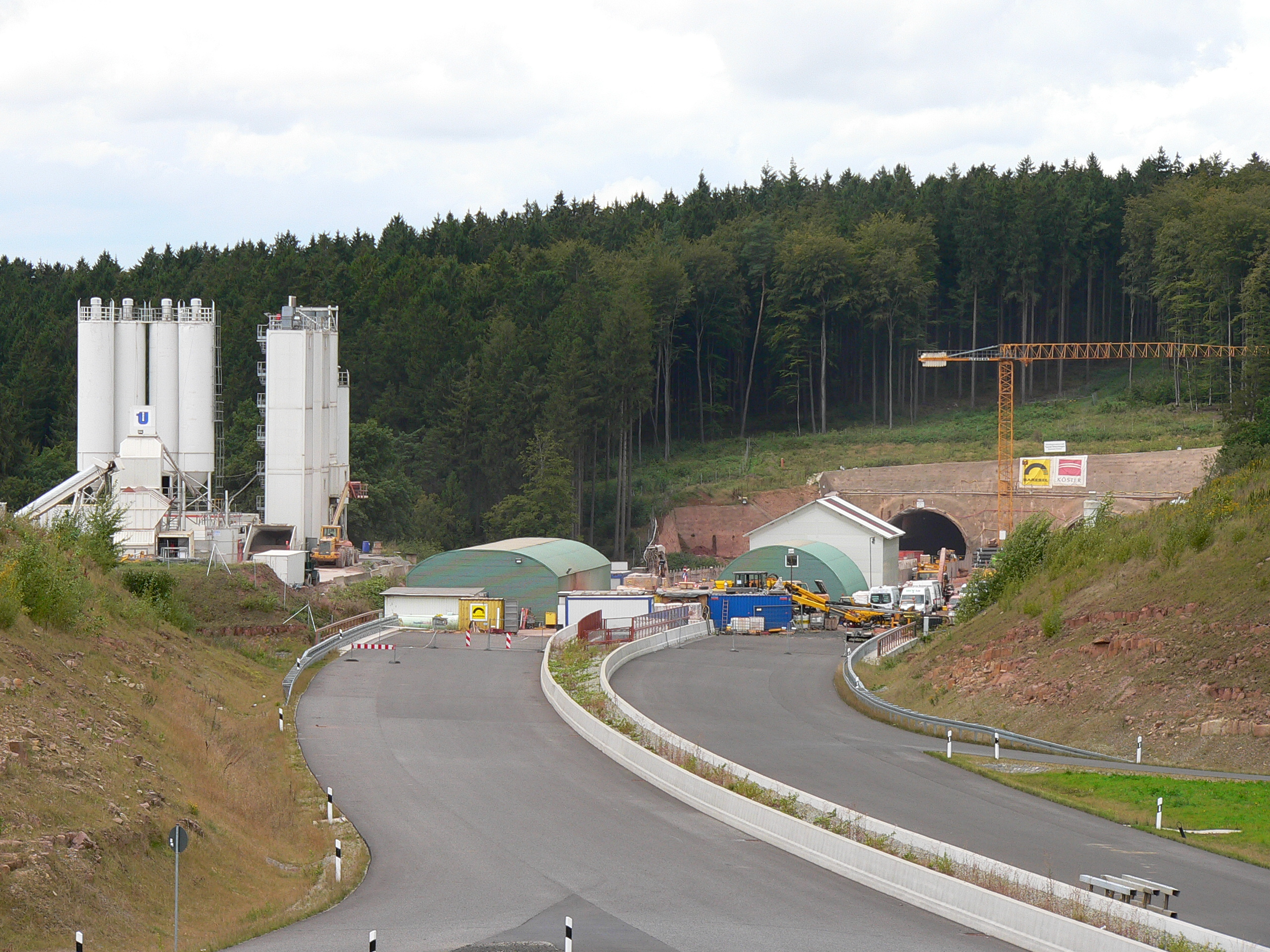
Bundesautobahn A44: Baustelle Tunnel Hirschhagen, Südostportal

Der Tunnel Hirschhagen ist Teil der künftigen Verlängerung der A 44 von Kassel (geplantes Autobahndreieck Kassel-Ost) an der A 7 nach Herleshausen (geplantes AD Herleshausen-Wommen) an der A 4. Er gehört außerdem zur 5,94 km langen „VKE 12 – AS Helsa-Ost–AS Hessisch Lichtenau-West“ (VKE = Verkehrskosteneinheit), deren Vorarbeiten im Juni 2010 begannen.
Im Februar 2007 wurde für die VKE 12 das Planfeststellungsverfahren eingeleitet und dessen Beschluss im Frühjahr 2010 erlassen. Der Bauauftrag für den Tunnel wurde am 29. Januar 2013 unterschrieben. Die Kosten für das Bauprojekt des Autobahnabschnitts Helsa–Hessisch Lichtenau mit dem Tunnel wurden 2013 mit voraussichtlich etwa 247 Mio. € angegeben, 2017 wurden 324 Mio. € erwähnt, und seit 2019 werden 341 Mio. € genannt.
Nach Vorarbeiten fand der Tunnelanschlag am 9. Juni 2013 statt. Bis Mitte 2015 hatten sich die Tunnelbauarbeiter vom Nordwestportal etwa 2300 m und vom Südostportal etwa 1000 m weit in den Berg vorgearbeitet. Für Anfang November 2015 war der Tunneldurchschlag geplant. Doch der Durchschlag der Südweströhre fand erst am 19. Februar 2016 statt. Die Innenverkleidung wurde 2017 fertig gestellt; der Beginn der Straßenbauarbeiten war für Ende August desselben Jahres angesetzt.
Der Tunnelvortrieb fand vorwiegend in Schichten aus Buntsandstein statt. 60 % der Tunnelstrecke wurden aus dem Berg gesprengt, der Rest wurde gebaggert. Bei der Ausschachtung beider Tunnelröhren entstand insgesamt etwa 960.000 m³ Abraum, der mit rund 48.000 Lkw-Ladungen zu je zirka 30 t abgefahren wurde. Die Firstüberdeckung, also der Abstand zwischen Tunnel- zur Erdoberfläche, erreicht im Südhang des Rohrbergs maximal etwa 85 m, und die oberflächennaheste Stelle liegt im Bereich der Losse-Unterquerung bei rund 10 m.
Der Tunnel bekam entsprechend neuester Sicherheitsstandards 2 Röhren (Südwest 4204 m; Nordost 4147 m), die durch 7 befahrbare und 8 begehbare Querstollen (insgesamt also 15) miteinander verbunden sind. Sie dienen bei Gefahrsituationen als Fluchtwege in die jeweils andere Röhre, die dann für den Verkehr gesperrt werden kann, und Rettungskräften als Zuwege. Der Tunnel hat 14 Nothaltebuchten (7 je 2-spuriger Richtungsfahrbahn). Die Tunnelröhren haben zwei Stahlbetonschalen: Ihre Außenschalen sind 40 cm dick, die Innenschalen etwa 80 cm; zwischen beiden Schalen befindet sich eine Wasserschutzfolie. Die Röhren sind jeweils insgesamt 11 m hoch und 12 m breit. Im Inneren sind sie 6,5 m hoch, und die 2-spurigen Richtungsfahrbahnen sind je Röhre 7,5 m breit. Die Röhren wurden mit etwa 164.000 m³ Beton stabilisiert, und es wurden rund 447.000 Anker und 8000 t Baustahl für die Außenschale sowie für die Innenschale etwa 192.000 t Beton und 14.500 t Baustahl verbaut.
Die Tunnelbelüftung geschieht in Längsrichtung mit insgesamt 54 Strahlventilatoren, und etwa von der Tunnelmitte zur Erdoberfläche führt ein etwa 80 m langer Abluft- und Entrauchungsschacht zur Erdoberfläche, wo ein Betriebsgebäude steht.
Zu den Arbeiten, die im Rahmen des Tunnelbaus ausgeführt wurden oder werden müssen, gehören, neben der Errichtungen der Portalbauwerke und dortiger Stirn- und seitlicher Stützwände, unter anderem auch der Aushub der Baugrube am Nordwestportal, gesichert mit rückverankerten Bohrpfahlwänden, und Spundwandverbau, der Aushub eines Löschwasserbeckens am Südostportal und -auffangbeckens am Nordwestportal, die Errichtung je eines Betriebsgebäudes an beiden Portalen und eines 400 m langen Steilwalls am Nordwestportal sowie etwa 1000 m Kanalbau.
Ab 2019 fand der Einbau aller technischen Anlagen statt: Stromversorgung mitsamt Beleuchtung und Belüftung sowie Verkehrs-, Steuer-, Überwachungs-, Sicherheits- und Brandschutztechnik statt. Es wurden insgesamt 735 km Kabel durch Leerrohre links und rechts der Tunnelfahrbahnen gezogen. Im Abstand von 150 m wurden Brandmelder und Notrufanlagen in Tunnelwandnischen installiert, und im Abstand von 25 m weist die Notbeleuchtung auf die nächste Fluchtmöglichkeit hin. Im Tunnel gibt es insgesamt 66 Hydranten; dort sollen Löschkräfte für die Dauer einer Stunde maximal 1200 Liter Wasser pro Minute zapfen können.
Bis zur Verkehrsfreigabe des Tunnels lief der Verkehr auf der etwa parallel zur künftigen Autobahntrasse angelegten B 7. Die Verkehrsbelastung für den gesamten Abschnitt VKE 12 wird auf etwa „37.800 Kfz/24 h“ prognostiziert.